# Mariner 3
Mariner 3 (pol. Żeglarz 3) – amerykańska sonda kosmiczna przeznaczona do wykonania pierwszych przelotów w pobliżu Marsa. Wysłana przez NASA w ramach programu Mariner. Misja Marinera 3 zakończyła się niepowodzeniem, sonda znajduje się na orbicie heliocentrycznej.

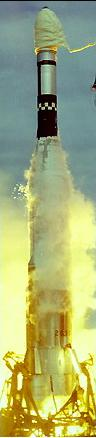
Start rakiety Atlas Agena D z sondą Mariner 3

Sondę skonstruowaną w JPL, umieszczoną na szczycie dwustopniowej rakiety Atlas Agena D, wystrzelono 5 listopada 1964 roku. Osłona kryjąca sondę, która powinna być odrzucona, pozostała na swoim miejscu. Zwiększona masa uniemożliwiła wejście na odpowiednią trajektorię. Dodatkowo, umieszczony w osłonie Mariner nie mógł rozłożyć paneli słonecznych, w związku z czym szybko stracił zasilanie – czerpane z akumulatorów. Nie miało to już większego znaczenia.
Trzy tygodnie później, 28 listopada 1964 roku, wystrzelono z powodzeniem bliźniaczą sondę Mariner 4.